# Satellite Award du meilleur acteur
Le Satellite Award du meilleur acteur (Satellite Award for Best Actor – Motion Picture) est une récompense cinématographique américaine décernée depuis 1997 par l'International Press Academy récompensant les meilleurs films sortis au cours de l'année écoulée.
De 2011 à 2017, la catégorie résulte de la fusion des catégories Meilleur acteur dans un film dramatique (Satellite Award for Best Actor – Drama) et Meilleur acteur dans un film musical ou une comédie (Satellite Award for Best Actor – Musical or Comedy).
Depuis 2018, les 2 catégories, à savoir Meilleur acteur dans un film dramatique et Meilleur acteur dans un film musical ou une comédie, sont recréées.

## Palmarès
Note : les gagnants sont indiqués en gras.
Le symbole ♕ rappelle le gagnant et ♙ une nomination à l'Oscar du meilleur acteur.

### Années 1990
De 1997 à 2010, 2 catégories : Meilleur acteur dans un film dramatique et Meilleur acteur dans un film musical ou une comédie.
- 1997 : 
  - Meilleur acteur dans un film dramatique :  (ex æquo)
    - Geoffrey Rush pour le rôle de David Helfgott dans Shine ♕
    - James Woods pour le rôle de Carl Panzram dans Killer : Journal d'un assassin (Killer: A Journal of Murder)
      - Christopher Eccleston pour le rôle de Jude Fawley dans Jude
      - Ralph Fiennes pour le rôle de Laszlo de Almásy dans Le Patient anglais (The English Patient) ♙
      - William H. Macy pour le rôle de Jerome Lundegaard dans Fargo
      - Billy Bob Thornton pour le rôle de Karl Childers dans Sling Blade ♙

  - Meilleur acteur dans un film musical ou une comédie : Tom Cruise pour le rôle de Jerry Maguire dans Jerry Maguire ♙
    - Nathan Lane pour le rôle de Albert Goldman dans Birdcage (The Birdcage)
    - Eddie Murphy pour le rôle de Sherman Klump dans Docteur Jerry et Mister Love (The Nutty Professor)
    - Jack Nicholson pour le rôle de James Dale dans Mars Attacks!
    - Stanley Tucci pour le rôle de Secondo dans À table (Big Night)

- 1998 : 
  - Meilleur acteur dans un film dramatique : Robert Duvall pour le rôle de Euliss Dewey dans Le Prédicateur (The Apostle) ♙
    - Russell Crowe pour le rôle de Bud White dans L.A. Confidential
    - Matt Damon pour le rôle de Will Hunting dans Will Hunting (Good Will Hunting) ♙
    - Leonardo DiCaprio pour le rôle de Jack Dawson dans Titanic
    - Djimon Hounsou pour le rôle de Cinque dans Amistad
    - Mark Wahlberg pour le rôle de Eddie Adams / Dirk Diggler dans Boogie Nights
    - Stephen Fry pour le rôle d'Oscar Wilde dans Oscar Wilde (Wilde)

  - Meilleur acteur dans un film musical ou une comédie : Jack Nicholson pour le rôle de Melvin Udall dans Pour le pire et pour le meilleur (As Good as It Gets) ♕
    - Robert Carlyle pour le rôle de Gary "Gaz" Schofield dans Full Monty : Le Grand Jeu (Full Monty)
    - Dustin Hoffman pour le rôle de Stanley Motss dans Des hommes d'influence (Wag the Dog) ♙
    - Tommy Lee Jones pour le rôle de l'Agent K dans Men in Black
    - Kevin Kline pour le rôle de Howard Brackett dans In and Out (In & Out)
    - Howard Stern pour son propre rôle dans Parties intimes (Private Parts)

- 1999 : 
  - Meilleur acteur dans un film dramatique : Edward Norton pour le rôle de Derek Vinyard dans American History X ♙
    - Brendan Gleeson pour le rôle de Martin Cahill dans Le Général (The General)
    - Derek Jacobi pour le rôle de Francis Bacon dans Love Is the Devil (Love Is the Devil: Study for a Portrait of Francis Bacon)
    - Ian McKellen pour le rôle de James Whale dans Ni dieux ni démons (Gods and Monsters) ♙
    - Nick Nolte pour le rôle de Wade Whitehouse dans Affliction ♙

  - Meilleur acteur dans un film musical ou une comédie : Ian Bannen pour le rôle de Jackie O'Shea dans Vieilles Canailles (Waking Ned)
    - Warren Beatty pour le rôle de Jay Billington Bulworth dans Bulworth
    - Jeff Bridges pour le rôle de Jeffrey "the Dude" Lebowski dans The Big Lebowski
    - Michael Caine pour le rôle de Ray Say dans Little Voice
    - David Kelly pour le rôle de Michael O'Sullivan dans Vieilles Canailles (Waking Ned)
    - Robin Williams pour le rôle de Hunter Adams dans Docteur Patch (Patch Adams)

### Années 2000
- 2000 : 
  - Meilleur acteur dans un film dramatique : Terence Stamp pour le rôle de Wilson dans L'Anglais (The Limey)
    - Russell Crowe pour le rôle de Jeffrey Wigand dans Révélations (The Insider) ♙
    - Richard Farnsworth pour le rôle d'Alvin Straight dans Une histoire vraie (The Straight Story) ♙
    - Al Pacino pour le rôle de Lowell Bergman dans Révélations (The Insider)
    - Kevin Spacey pour le rôle de Lester Burnham dans American Beauty ♕
    - Denzel Washington pour le rôle de Rubin Carter dans Hurricane Carter (The Hurricane) ♙

  - Meilleur acteur dans un film musical ou une comédie : Philip Seymour Hoffman pour le rôle de Rusty dans Personne n'est parfait(e) (Flawless)
    - Jim Carrey pour le rôle d'Andy Kaufman dans Man on the Moon
    - Johnny Depp pour le rôle d'Ichabod Crane dans Sleepy Hollow - La Légende du cavalier sans tête (Sleepy Hollow)
    - Rupert Everett pour le rôle d'Arthur Goring dans Un mari idéal (An Ideal Husband)
    - Sean Penn pour le rôle d'Emmet Ray dans Accords et Désaccords (Sweet and Lowdown) ♙
    - Steve Zahn pour le rôle de Wayne Wayne Wayne Jr. dans Happy, Texas

- 2001 : 
  - Meilleur acteur dans un film dramatique : Geoffrey Rush pour le rôle du Marquis de Sade dans Quills, la plume et le sang (Quills) ♙
    - Jamie Bell pour le rôle de Billy Elliot dans Billy Elliot
    - Sean Connery pour le rôle de William Forrester dans À la rencontre de Forrester (Finding Forrester)
    - Russell Crowe pour le rôle du Général Maximus Decimus dans Gladiator ♕
    - Ed Harris pour le rôle de Jackson Pollock dans Pollock ♙
    - Denzel Washington pour le rôle de Herman Boone dans Le Plus Beau des combats (Remember the Titans)

  - Meilleur acteur dans un film musical ou une comédie : Michael Douglas pour le rôle de Grady Tripp dans Wonder Boys
    - George Clooney pour le rôle d'Everett dans O'Brother (O Brother, Where Art Thou?)
    - Richard Gere pour le rôle du Dr. T dans Docteur T et les Femmes (Dr. T and the Women)
    - Christopher Guest pour le rôle de Harlan Pepper dans Bêtes de scène (Best in show)
    - Eddie Murphy pour le rôle de Sherman Klump dans La Famille foldingue (Nutty professor II : the klumps)
    - Edward Norton pour le rôle de Brian Finn dans Au nom d'Anna (Keeping the faith)

- 2002 : 
  - Meilleur acteur dans un film dramatique : Brian Cox pour le rôle de Big John Harrigan dans L.I.E. (Long Island Expressway)
    - Russell Crowe pour le rôle de John Nash dans Un homme d'exception (A Beautiful Mind)
    - Guy Pearce pour le rôle de Leonard dans Memento
    - Sean Penn pour le rôle de Sam Dawson dans Sam, je suis Sam (I Aam Sam)
    - Billy Bob Thornton pour le rôle de Hank Grotowski dans À l'ombre de la haine (Monster's Ball)
    - Denzel Washington pour le rôle d'Alonzo dans Training Day ♕

  - Meilleur acteur dans un film musical ou une comédie : Ewan McGregor pour le rôle de Christian dans Moulin Rouge (Moulin Rouge!)
    - Colin Firth pour le rôle de Mark Darcy dans Le Journal de Bridget Jones (Bridget Jones’s Diary)
    - Gene Hackman pour le rôle de Royal Tenenbaum dans La Famille Tenenbaum (The Royal Tenenbaums)
    - John Cameron Mitchell pour le rôle de Hedwig dans Hedwig and the Angry Inch
    - Ben Stiller pour le rôle de Derek Zoolander dans Zoolander
    - Chris Tucker pour le rôle de James Carter dans Rush Hour 2

- 2003 : 
  - Meilleur acteur dans un film dramatique :  (ex æquo)
    - Michael Caine pour le rôle de Thomas Fowler dans Un Américain bien tranquille (The Quiet American) ♙
    - Daniel Day-Lewis pour le rôle de William « Bill le Boucher » Cutting dans Gangs of New York ♙
      - Tom Hanks pour le rôle de Michael Sullivan dans Les Sentiers de la perdition (Road to Perdition)
      - Jack Nicholson pour le rôle de Warren Schmidt dans Monsieur Schmidt (About Schmidt) ♙
      - Edward Norton pour le rôle de Monty Brogan dans La 25e Heure (The 25th Hour)
      - Robin Williams pour le rôle de Seymour Parrish dans Photo Obsession (One Hour Photo)

  - Meilleur acteur dans un film musical ou une comédie : Kieran Culkin pour le rôle de Jason "Igby" Slocumb Jr. dans Igby (Igby Goes Down)
    - Nicolas Cage pour le rôle de Charlie Kaufman et Donald Kaufman dans Adaptation ♙
    - Hugh Grant pour le rôle de Will dans Pour un garçon (About A Boy)
    - Sam Rockwell pour le rôle de Chuck Barris dans Confessions d'un homme dangereux (Confessions of a Dangerous Mind)
    - Adam Sandler pour le rôle de Barry Egan dans Punch-Drunk Love
    - Aaron Stanford pour le rôle de Oscar Grubman dans Séduction en mode mineur (Tadpole)

- 2004 : 
  - Meilleur acteur dans un film dramatique : 
    - Sean Penn pour le rôle de Paul Rivers dans 21 Grammes (21 Grams)
    - Sean Penn pour le rôle de Jimmy Markum dans Mystic River ♕
      - Hayden Christensen pour le rôle de Stephen Glass dans Le Mystificateur (Shattered Glass)
      - Paddy Considine pour le rôle de Johnny dans In America
      - Tom Cruise pour le rôle de Nathan Algren dans Le Dernier Samouraï (The Last Samurai)
      - Jude Law pour le rôle d'Inman dans Retour à Cold Mountain (Cold Mountain) ♙
      - William H. Macy pour le rôle de Bernie Lootz dans Lady Chance (The Cooler)

  - Meilleur acteur dans un film musical ou une comédie : Bill Murray pour le rôle de Bob Harris dans Lost in Translation ♙
    - Jack Black pour le rôle de Dewey Finn dans Rock Academy (School of Rock)
    - Johnny Depp pour le rôle du Capitaine Jack Sparrow dans Pirates des Caraïbes : La Malédiction du Black Pearl (Pirates of the Caribbean: The Curse of the Black Pearl) ♙
    - Robert Downey Jr. pour le rôle de Dan Dark dans The Singing Detective
    - Paul Giamatti pour le rôle de Harvey Pekar dans American Splendor
    - Billy Bob Thornton pour le rôle de Willie dans Bad Santa

- 2005 (janvier) : 
  - Meilleur acteur dans un film dramatique : Don Cheadle pour le rôle de Paul Rusesabagina dans Hotel Rwanda ♙
    - Kevin Bacon pour le rôle de Walter dans The Woodsman
    - Javier Bardem pour le rôle de Ramón Sampedro dans Mar adentro
    - Johnny Depp pour le rôle de James M. Barrie dans Neverland (Finding Neverland) ♙
    - Gael García Bernal pour le rôle d'Ernesto Guevara dans Carnets de voyage (Diarios de motocicleta)
    - Liam Neeson pour le rôle d'Alfred Kinsey dans Dr Kinsey (Kinsey)

  - Meilleur acteur dans un film musical ou une comédie : Jamie Foxx pour le rôle de Ray Charles dans Ray ♕
    - Gerard Butler pour le rôle du Fantôme dans Le Fantôme de l'Opéra (The Phantom of the Opera)
    - Jim Carrey pour le rôle de Joel Barish dans Eternal Sunshine of the Spotless Mind
    - Paul Giamatti pour le rôle de Miles dans Sideways
    - Kevin Kline pour le rôle de Cole Porter dans De-Lovely
    - Bill Murray pour le rôle de Steve Zissou dans La Vie aquatique (The Life Aquatic with Steve Zissou)

- 2005 (décembre) : 
  - Meilleur acteur dans un film dramatique : Philip Seymour Hoffman pour le rôle de Truman Capote dans Truman Capote (Capote) ♕
    - Jake Gyllenhaal pour le rôle de Anthony Swofford dans Jarhead : La Fin de l'innocence (Jarhead)
    - Heath Ledger pour le rôle d'Ennis del Mar dans Le Secret de Brokeback Mountain (Brokeback Mountain) ♙
    - Tommy Lee Jones pour le rôle de Pete Perkins dans Trois Enterrements (Los Tres entierros de Melquiades Estrada)
    - Viggo Mortensen pour le rôle de Tom Stall dans A History of Violence
    - David Strathairn pour le rôle d'Edward R. Murrow dans Good Night and Good Luck ♙

  - Meilleur acteur dans un film musical ou une comédie : Terrence Howard pour le rôle de Djay dans Hustle et Flow (Hustle & Flow) ♙
    - Kevin Costner pour le rôle de Denny Davies dans Les Bienfaits de la colère (The Upside of Anger)
    - Robert Downey Jr. pour le rôle de Harry Lockhart dans Kiss Kiss Bang Bang (Shane Black's Kiss Kiss, Bang Bang)
    - Cillian Murphy pour le rôle de Patrick "Kitten" Braden dans Breakfast on Pluto
    - Bill Murray pour le rôle de Don Johnston dans Broken Flowers
    - Joaquin Phoenix pour le rôle de Johnny Cash dans Walk the Line ♙

- 2006 : 
  - Meilleur acteur dans un film dramatique : Forest Whitaker pour le rôle d'Idi Amin Dada dans Le Dernier Roi d'Écosse (The Last King of Scotland) ♕
    - Leonardo DiCaprio pour le rôle de Danny Archer dans Blood Diamond ♙
    - Ryan Gosling pour le rôle de Dan Dunne dans Half Nelson ♙
    - Joshua Jackson pour le rôle de Duncan dans Aurora Borealis
    - Derek Luke pour le rôle de Patrick Chamusso dans Au nom de la liberté (Catch a Fire)
    - Patrick Wilson pour le rôle de Brad Adamson dans Little Children

  - Meilleur acteur dans un film musical ou une comédie : Joseph Cross pour le rôle de Augusten Burroughs dans Courir avec des ciseaux (Running with Scissors)
    - Sacha Baron Cohen pour le rôle de Borat Sagdiyev dans Borat, leçons culturelles sur l'Amérique au profit glorieuse nation Kazakhstan (Borat: Cultural Learnings of America for Make Benefit Glorious Nation of Kazakhstan)
    - Aaron Eckhart pour le rôle de Nick Naylor dans Thank You for Smoking
    - Will Ferrell pour le rôle de Harold Crick dans L'Incroyable Destin de Harold Crick (Stranger than Fiction)
    - Peter O'Toole pour le rôle de Maurice dans Venus ♙

- 2007[1] : 
  - Meilleur acteur dans un film dramatique : Viggo Mortensen pour le rôle de Nikolai Luzhin dans Les Promesses de l'ombre (Eastern Promises) ♙
    - Josh Brolin pour le rôle de Llewelyn Moss dans No Country for Old Men
    - Christian Bale pour le rôle de Dieter dans Rescue Dawn
    - Tommy Lee Jones pour le rôle de Hank Deerfield dans Dans la vallée d'Elah (In the Valley of Elah) ♙
    - Frank Langella pour le rôle de Leonard Schiller dans Starting Out in the Evening
    - Denzel Washington pour le rôle de Frank Lucas dans American Gangster

  - Meilleur acteur dans un film musical ou une comédie : Ryan Gosling pour le rôle de Lars Lindstrom dans Une fiancée pas comme les autres (Lars and the Real Girl)
    - Don Cheadle pour le rôle de Ralph Greene Jr. dans Talk to Me
    - Richard Gere pour le rôle de Clifford Irving dans Faussaire (The Hoax)
    - Ben Kingsley pour le rôle de Frank Falenczyk dans You Kill Me
    - Clive Owen pour le rôle de Smith dans Shoot 'Em Up : Que la partie commence (Shoot 'Em Up)
    - Seth Rogen pour le rôle de Ben Stone dans En cloque, mode d'emploi (Knocked Up)

- 2008[2] : 
  - Meilleur acteur dans un film dramatique : Richard Jenkins pour le rôle de Walter Vale dans The Visitor ♙
    - Leonardo DiCaprio pour le rôle de Frank Wheeler dans Les Noces rebelles (Revolutionary Road)
    - Frank Langella pour le rôle de Richard Nixon dans Frost/Nixon ♙
    - Sean Penn pour le rôle de Harvey Milk dans Harvey Milk (Milk) ♕
    - Mickey Rourke pour le rôle de Randy Robinson dans The Wrestler ♙
    - Mark Ruffalo pour le rôle de Brian dans What Doesn't Kill You

  - Meilleur acteur dans un film musical ou une comédie : Ricky Gervais pour le rôle de Bertram Pincus dans La Ville fantôme (Ghost Town)
  - Josh Brolin pour le rôle de George W. Bush dans W. : L'Improbable Président (W.)
  - Michael Cera pour le rôle de Nick dans Une nuit à New York (Nick and Norah's Infinite Playlist)
  - Brendan Gleeson pour le rôle de Ken dans Bons baisers de Bruges (In Bruges)
  - Sam Rockwell pour le rôle de Victor Mancini dans Choke
  - Mark Ruffalo pour le rôle de Stephen dans Une arnaque presque parfaite (The Brothers Bloom)

- 2009[3] : 
  - Meilleur acteur dans un film dramatique : Jeremy Renner pour le rôle du Sergent William James dans Démineurs (The Hurt Locker) ♙
    - Jeff Bridges pour le rôle de Bad Blake dans Crazy Heart ♕
    - Hugh Dancy pour le rôle d'Adam Raki dans Adam
    - Johnny Depp pour le rôle de John Dillinger dans Public Enemies
    - Colin Firth pour le rôle de George dans A Single Man ♙
    - Michael Sheen pour le rôle de Brian Clough dans The Damned United

  - Meilleur acteur dans un film musical ou une comédie : Michael Stuhlbarg pour le rôle de Larry Gopnik dans A Serious Man
    - George Clooney pour le rôle de Ryan Bingham dans In the Air (Up In The Air) ♙
    - Bradley Cooper pour le rôle de Phil Wenneck dans Very Bad Trip (The Hangover)
    - Matt Damon pour le rôle de Mark Whitacre dans The Informant!
    - Daniel Day-Lewis pour le rôle de Guido Contini dans Nine

### Années 2010
- 2010[4] : 
  - Meilleur acteur dans un film dramatique : Colin Firth pour le rôle du roi George VI dans Le Discours d'un roi (The King's Speech) ♕
    - Javier Bardem pour le rôle d'Uxbal dans Biutiful ♙
    - Leonardo DiCaprio pour le rôle de Dominic Cobb dans Inception
    - Michael Douglas pour le rôle de Ben Kalmen dans Solitary Man
    - Robert Duvall pour le rôle de Felix Bush dans Get Low
    - Jesse Eisenberg pour le rôle de Mark Zuckerberg dans The Social Network ♙
    - James Franco pour le rôle d'Aron Ralston dans 127 Heures (127 Hours) ♙
    - Ryan Gosling pour le rôle de Dean dans Blue Valentine

  - Meilleur acteur dans un film musical ou une comédie : Michael Cera pour le rôle de Scott Pilgrim dans Scott Pilgrim (Scott Pilgrim vs. the World)
    - Steve Carell pour le rôle de Barry Speck dans The Dinner (Dinner for Schmucks)
    - Romain Duris pour le rôle d'Alex Lippi dans L'Arnacœur
    - Andy García pour le rôle de Vince Rizzo dans City Island
    - Jake Gyllenhaal pour le rôle de Jamie Randall dans Love, et autres drogues (Love & Other Drugs)
    - John Malkovich pour le rôle de Marvin Boggs dans Red
    - John C. Reilly pour le rôle de John dans Cyrus

Depuis 2011, fusion en une seule catégorie : Meilleur acteur.
- 2011[5] : Ryan Gosling pour le rôle du chauffeur dans Drive
  - George Clooney pour le rôle de Matt King dans The Descendants
  - Leonardo DiCaprio pour le rôle de J. Edgar Hoover dans J. Edgar
  - Michael Fassbender pour le rôle de Brandon Sullivan dans Shame
  - Brendan Gleeson pour le rôle de Gerry Boyle dans L'Irlandais (The Guard)
  - Tom Hardy pour le rôle de Tom Conlon dans Warrior
  - Woody Harrelson pour le rôle de Dave Brown dans Rampart
  - Gary Oldman pour le rôle de George Smiley dans La Taupe (Tinker, Tailor, Soldier, Spy)
  - Brad Pitt pour le rôle de Billy Beane dans Le Stratège (Moneyball)
  - Michael Shannon pour le rôle de Curtis LaForche dans Take Shelter

- 2012[6] : Bradley Cooper pour le rôle de Pat Solitano dans Happiness Therapy (Silver Linings Playbook)
  - Daniel Day-Lewis pour le rôle d'Abraham Lincoln dans Lincoln
  - John Hawkes pour le rôle de Mark O'Brien dans The Sessions
  - Hugh Jackman pour le rôle de Jean Valjean dans Les Misérables
  - Joaquin Phoenix pour le rôle de Freddie Quell dans The Master
  - Omar Sy pour le rôle de Driss dans Intouchables
  - Denzel Washington pour le rôle de Whip Whitaker dans Flight

- 2014 : Matthew McConaughey pour le rôle de Ron Woodroof dans Dallas Buyers Club
  - Christian Bale pour le rôle d'Irving Rosenfeld dans American Bluff (American Hustle)
  - Bruce Dern pour le rôle de Woody Grant dans Nebraska
  - Leonardo DiCaprio pour le rôle de Jordan Belfort dans Le Loup de Wall Street (The Wolf of Wall Street)
  - Chiwetel Ejiofor pour le rôle de Solomon Northup dans Twelve Years a Slave
  - Tom Hanks pour le rôle du capitaine Richard Phillips dans Capitaine Phillips (Captain Phillips)
  - Robert Redford pour le rôle de l'homme dans All Is Lost
  - Forest Whitaker pour le rôle de Cecil Gaines dans Le Majordome (The Butler)

- 2015 : Michael Keaton pour le rôle de Riggan Thomson dans Birdman
  - Steve Carell pour le rôle de John E. du Pont dans Foxcatcher
  - Benedict Cumberbatch pour le rôle d'Alan Turing dans Imitation Game (The Imitation Game)
  - Jake Gyllenhaal pour le rôle de Lou Bloom dans Night Call (Nightcrawler)
  - David Oyelowo pour le rôle de Martin Luther King dans Selma
  - Eddie Redmayne pour le rôle de Stephen Hawking dans Une merveilleuse histoire du temps (The Theory of Everything)
  - Miles Teller pour le rôle d'Andrew Neyman dans Whiplash

- 2016 : Leonardo DiCaprio pour le rôle de Hugh Glass du Pont dans The Revenant
  - Matt Damon pour le rôle de Mark Watney dans Seul sur Mars (The Martian)
  - Johnny Depp pour le rôle de James J. Bulger dans Strictly Criminal (Black Mass)
  - Michael Fassbender pour le rôle de Steve Jobs dans Steve Jobs
  - Tom Hardy pour les rôles de Ronald « Ronnie » et Reginald « Reggie » Kray dans Legend
  - Eddie Redmayne pour le rôle de Lili Elbe / Einar Wegener dans Danish Girl
  - Will Smith pour le rôle du Dr Bennet Omalu dans Seul contre tous (Concussion)

Depuis 2016, deux lauréats sont désignés: un pour les films produits par les majors du cinéma et un pour les films du cinéma indépendant
- 2017 : Andrew Garfield pour le rôle de Desmond T. Doss dans Tu ne tueras point (major)
 et Viggo Mortensen pour le rôle de Ben Cash dans Captain Fantastic (indépendant)
  - Casey Affleck pour le rôle de Lee Chandler dans Manchester by the Sea
  - Joel Edgerton pour le rôle de Richard Loving dans Loving
  - Joseph Gordon-Levitt pour le rôle d'Edward Snowden dans Snowden
  - Ryan Goslingpour le rôle de Sebastian Wilder dans La La Land
  - Tom Hanks pour le rôle de Chesley "Sully" Sullenberger dans Sully
  - Denzel Washington pour le rôle de Troy Maxson dans Fences

- 2018 : Gary Oldman – Les Heures sombres (Darkest Hour) (major)
 et Harry Dean Stanton – Lucky (indépendant)
  - Daniel Day-Lewis – Phantom Thread
  - James Franco – The Disaster Artist
  - Jake Gyllenhaal – Stronger
  - Robert Pattinson – Good Time
  - Jeremy Renner – Wind River

Depuis 2018, 2 catégories : Meilleur acteur dans un film dramatique et Meilleur acteur dans un film musical ou une comédie.
- 2019 :
  - Meilleur acteur dans un film dramatique : Willem Dafoe pour le rôle de Vincent van Gogh dans At Eternity's Gate
    - Ben Foster pour le rôle de Will dans Sans laisser de trace (Leave No Trace)
    - Ryan Gosling pour le rôle de Neil Armstrong dans First Man : Le Premier Homme sur la Lune
    - Ethan Hawke pour le rôle d'Ernst Toller dans Sur le chemin de la rédemption (First Reformed)
    - Lucas Hedges pour le rôle de Jared Eamons dans Boy Erased
    - Robert Redford pour le rôle de Forrest Tucker dans The Old Man and the Gun

  - Meilleur acteur dans un film musical ou une comédie : Rami Malek pour le rôle de Freddie Mercury dans Bohemian Rhapsody
    - Bradley Cooper pour le rôle de Jackson Maine dans A Star Is Born
    - Lin-Manuel Miranda pour le rôle de Jack dans Le Retour de Mary Poppins (Mary Poppins Returns)
    - Viggo Mortensen pour le rôle de Tony Lip dans Green Book : Sur les routes du Sud (Green Book)
    - Nick Robinson pour le rôle de Simon Spier dans Love, Simon
    - John David Washington pour le rôle de Ron Stallworth dans BlacKkKlansman : J'ai infiltré le Ku Klux Klan (BlacKkKlansman)

### Années 2020
- 2020 :
  - Meilleur acteur dans un film dramatique : Christian Bale pour le rôle de Ken Miles dans Le Mans 66
    - Antonio Banderas pour le rôle de Salvador Mallo dans Douleur et Gloire
    - Adam Driver pour le rôle de Charlie Barber dans  Marriage Story
    - George MacKay  pour le rôle du caporal William Schofield dans 1917
    - Joaquin Phoenix pour le rôle d'Arthur Fleck / Joker dans Joker
    - Mark Ruffalo pour le rôle de Robert Bilott dans Dark Waters

  - Meilleur acteur dans un film musical ou une comédie : Taron Egerton pour le rôle d'Elton John dans Rocketman
    - Daniel Craig pour le rôle de Benoit Blanc dans À couteaux tirés
    - Leonardo DiCaprio pour le rôle de Rick Dalton dans Once Upon a Time… in Hollywood
    - Eddie Murphy pour le rôle de Rudy Ray Moore dans Dolemite Is My Name
    - Adam Sandler pour le rôle de Howard Ratner dans Uncut Gems
    - Taika Waititi pour le rôle d'Adolf Hitler dans Jojo Rabbit

- 2021 :
  - Meilleur acteur dans un film dramatique : Riz Ahmed pour le rôle de Ruben Stone dans Sound of Metal
    - Chadwick Boseman pour le rôle de Levee Green dans Le Blues de Ma Rainey (Ma Rainey's Black Bottom)
    - Anthony Hopkins pour le rôle d'Anthony dans The Father
    - Delroy Lindo pour le rôle de Paul dans Da 5 Bloods : Frères de sang (Da 5 Bloods)
    - Gary Oldman pour le rôle de Herman J. Mankiewicz dans Mank
    - Steven Yeun pour le rôle de Jacob Yi dans Minari

  - Meilleur acteur dans un film musical ou une comédie : Sacha Baron Cohen pour le rôle de Borat Sagdiyev dans Borat, nouvelle mission filmée (Borat Subsequent Moviefilm: Delivery of Prodigious Bribe to American Regime for Make Benefit Once Glorious Nation of Kazakhstan)
    - Lin-Manuel Miranda pour le rôle d'Alexander Hamilton dans Hamilton
    - Leslie Odom Jr. pour le rôle d'Aaron Burr dans Hamilton
    - Dev Patel pour le rôle de David Copperfield dans The Personal History of David Copperfield
    - Andy Samberg pour le rôle de Nyles dans Palm Springs

- 2022 :
  - Meilleur acteur dans un film dramatique : Benedict Cumberbatch pour le rôle de Phil Burbank dans The Power of the Dog
    - Joaquin Phoenix pour le rôle de Johnny dans C'mon C'mon
    - Clifton Collins Jr. pour le rôle de Jackson Silva dans Jockey
    - Tom Skerritt pour le rôle de Ben Givers dans East of the Mountains
    - Will Smith pour le rôle de Richard Williams dans La Méthode Williams
    - Denzel Washington pour le rôle de Macbeth dans Macbeth (The Tragedy of Macbeth)

  - Meilleur acteur dans un film musical ou une comédie : Andrew Garfield pour le rôle de Jonathan Larson dans Tick, Tick... Boom!
    - Peter Dinklage pour le rôle de Savinien de Cyrano de Bergerac dans Cyrano
    - Anthony Ramos pour le rôle de Usnavi de la Vega dans D'où l'on vient (In the Heights)

- 2023 :
  - Meilleur acteur dans un film dramatique : Brendan Fraser pour The Whale
  - Tom Cruise pour Top Gun: Maverick
  - Hugh Jackman pour The Son (Le Fils)
  - Gabriel LaBelle pour The Fabelmans
  - Bill Nighy pour Vivre (Living)
  - Mark Wahlberg pour Père Stu : un héros pas comme les autres (Father Stu)
  - Meilleur acteur dans un film musical ou une comédie : Austin Butler pour Elvis
  - Diego Calva pour Babylon
  - Daniel Craig pour Glass Onion : Une histoire à couteaux tirés
  - Colin Farrell pour Les Banshees d'Inisherin
  - Ralph Fiennes pour Le Menu (The Menu)
  - Adam Sandler pour Le Haut du panier (Hustle)

- 2024 :
  - Meilleur acteur dans un film dramatique : Cillian Murphy – Oppenheimer
  - Bradley Cooper – Maestro
  - Leonardo DiCaprio – Killers of the Flower Moon
  - Colman Domingo – Bayard Rustin (Rustin)
  - Franz Rogowski – Passages
  - Andrew Scott – Sans jamais nous connaître (All of Us Strangers)
  - Meilleur acteur dans un film musical ou une comédie : Paul Giamatti – Winter Break (The Holdovers)
  - Nicolas Cage – Dream Scenario
  - Barry Keoghan – Saltburn
  - Joaquin Phoenix – Beau Is Afraid
  - Jeffrey Wright – American Fiction

- 2025 :
  - Meilleur acteur dans un film dramatique : Colman Domingo – Sing Sing
  - Adrien Brody – The Brutalist
  - Timothée Chalamet – Un parfait inconnu (A Complete Unknown)
  - Daniel Craig – Queer
  - Ralph Fiennes – Conclave
  - Hugh Grant – Heretic
  - Meilleur acteur dans un film musical ou une comédie : Keith Kupferer – Ghostlight
  - Jesse Eisenberg – A Real Pain
  - Ryan Gosling – The Fall Guy
  - Michael Keaton – Beetlejuice Beetlejuice
  - John Magaro – LaRoy
  - Glen Powell – Hit Man

## Statistiques

### Nominations multiples
6 : Leonardo DiCaprio
5 : Sean Penn, Denzel Washington
4 : Russell Crowe, Johnny Depp, Ryan Gosling
3 : Billy Bob Thornton, George Clooney, Daniel Day-Lewis, Colin Firth, Brendan Gleeson, Tommy Lee Jones, Bill Murray, Jack Nicholson, Edward Norton,
2 : Christian Bale, Javier Bardem, Jeff Bridges, Josh Brolin, Michael Caine, Jim Carrey, Michael Cera, Don Cheadle, Bradley Cooper, Tom Cruise, Matt Damon, Michael Douglas, Robert Duvall, Robert Downey Jr., Richard Gere, Paul Giamatti, Jake Gyllenhaal, William H. Macy, Tom Hanks, Kevin Kline, Frank Langella, Viggo Mortensen, Eddie Murphy, Joaquin Phoenix, Sam Rockwell, Mark Ruffalo, Philip Seymour Hoffman, Geoffrey Rush, Forest Whitaker, Robin Williams

### Récompenses multiples
2 : Ryan Gosling, Sean Penn, Geoffrey Rush